# Opisthacantha sparna
Opisthacantha sparna är en stekelart som beskrevs av Mikhail Vasilievich Kozlov och Lê 2000. Opisthacantha sparna ingår i släktet Opisthacantha och familjen Scelionidae. Inga underarter finns listade i Catalogue of Life.